# Henri-Joseph Koumba Bididi
Henri-Joseph Koumba Bididi (en árabe: هنري جوزيف كومبا بيديدي; nacido el 15 de julio de 1957) es un cineasta, guionista y director, principalmente de documentales, gabonés. Además también produjo, escribió y dirigió varios proyectos para televisión.

## Biografía
Bididi nació el 15 de julio de 1957 en Omboué, Gabón. Se graduó en educación cinematográfica de la École supérieure d'études cinématographiques (ESEC) en Francia.

## Carrera profesional
En 1983, realizó el casting de la película Équateur dirigida por Serge Gainsbourg. En 1986, trabajó en el cortometraje Le singe fou. Fue galardonado con el premio a la crítica de periodistas árabes en el Festival de Cine de Cartago y también con el premio Gran Cortometraje en el X FESPACO en 1987.
Desde 1988 hasta 1991, dirigió la unidad regional de radiodifusión y televisión de Haut-Ogoué. Fue ascendido a nuevo subdirector general de Radio Télévision Gabonaise (RTG) durante los siguientes tres años. En 2000, produjo su primer largometraje, Les Couilles de l'éléphant, el cual se proyectó en el 17.º Festival Panafricano de Cine en Uagadugú, Burkina Faso. En 1994, dirigió dos episodios de la serie de televisión L'auberge du Salut.
De 2003 a 2008, trabajó como productor asociado de Affaires Voisins y luego como productor ejecutivo y coguionista de Les Annèes Écoles, además de dirigir 6 episodios. En 2011 dirigió su segundo largometraje Le collier du Makoko. También fue coguionista y productor ejecutivo de la telenovela Claudia et dora.
Le collier du Makoko, es la película más cara del África subsahariana rodada con un coste de 4 millones de euros. Se preparó a lo largo de 4 años y el rodaje tomó tres meses. Recibió elogios de la crítica de varios festivales de cine internacionales y ganó el premio especial del jurado y el premio de interpretación masculina en el festival Khouribga 2012 en Marruecos. También ganó el premio de Interpretación en el Festival Ecrans Noirs 2012 en Camerún, el Premio a la mejor banda sonora en el FESPACO 2013 y el Premio del Público en el Festival de Cine de Masuku 2013 en Gabón.

## Filmografía
| Año  | Título                                              | Rol                                       | Tipo                    | Ref.   |
| ---- | --------------------------------------------------- | ----------------------------------------- | ----------------------- | ------ |
| 1983 | Équateur (Ecuador)                                  | Encargado de la selección del elenco      | Película                | [ 5 ]  |
| 1986 | Singe fou (Mono loco)                               | Encargado de la selección del elenco      | Cortometraje            | [ 6 ]  |
| 1995 | L'Auberge du Salut (The Auberge du Salut)           | Director                                  | Serie de televisión     | [ 7 ]  |
| 2001 | Les Couilles de l'éléphant (Las bolas del elefante) | Director, escritor                        | Largometraje            | [ 8 ]  |
| 2002 | Djogo                                               | Director, escritor                        | Película                | [ 9 ]  |
| 2003 | Affaires Voisins                                    | Productor asociado                        | Serie de televisión     |        |
| 2007 | Jour de la grand nuit (Día de la gran noche)        | Director                                  | Película                | [ 10 ] |
| 2008 | Le divorce (El divorcio)                            | coproductor                               | Cortometraje            |        |
| 2009 | Le Lion de Poubara (El león de Poubara)             | coproductor                               | Cortometraje            | [ 11 ] |
| 2003 | Les Annèes Écoles (Los años escolares)              | Director, productor ejecutivo, coescritor | Serie de televisión     | [ 12 ] |
| 2009 | Claudia et dora (Claudia y Dora)                    | Productor ejecutivo, coescritor           | Película                |        |
| 2011 | Le collier du Makoko (El collar de Makoko)          | Director, escritor, diálogos              | Largometraje            | [ 13 ] |
| 2019 | Sens Dessus Dessous                                 | Productor ejecutivo                       | Miniserie de televisión |        |